# International Prevention Research Institute
L’International Prevention Research Institute - iPRI est un institut de recherche indépendant créé par un groupe de chercheurs. La mission d’iPRI consiste à réaliser différents travaux visant à l’amélioration de la santé des populations à travers le monde, en déterminant les principaux problèmes de détection et de prévention des maladies,.

## Principaux domaines de recherche
Les travaux de recherche d’iPRI sont principalement axés sur la prévention des  maladies chroniques. Ces travaux sont réalisés en collaboration avec des partenaires internationaux. Une des priorités de l’Institut est l’éducation et la formation de chercheurs issus de pays à faibles et moyens revenus. Les méthodes utilisées sont les suivantes :
- analyses et méta-analyses
- analyses secondaires des données et des échantillons existants
- collecte de nouvelles données et de nouveaux échantillons biologiques

Ces méthodes permettent à l’Institut :
- de fournir des informations basées sur des faits dans les domaines de l’épidémiologie et de la prévention ;
- d’effectuer une évaluation des risques sanitaires
- de réaliser des revues systématiques
- d’élaborer des consensus et d’apporter un soutien technique aux autorités

iPRI est impliqué dans de nombreux projets internationaux de recherche académique, tels que le BBMRI, European Code against Cancer, UV-France and EuroSun, ITFoM.

## Éducation et formation
Dans les pays à faibles et moyens revenus, l’acquisition de compétences constitue un outil important pour l’aide au développement. iPRI élabore et organise des programmes de formation pour enseigner les bases de l’épidémiologie et de la biostatistique des  maladies chroniques.

## Histoire
iPRI a vu le jour en 2009 sur l’initiative commune de plusieurs scientifiques de renommée internationale. Le Président d’iPRI est  Peter Boyle, ancien Directeur du Centre International de Recherche sur le Cancer. Par la suite, les chercheurs Senior suivants ont rejoint ou se sont affiliés à l’Institut : Philippe Autier, Mathieu Boniol, Pierre Hainaut, Maria Paula Curado, Carlo La Vecchia, Tongzhang Zheng, Patrick Mullie, Lars Vatten, Clement Adebamowo, Otis Brawley, Mireille Guigaz.